# Marie Tak van Poortvliet Museum

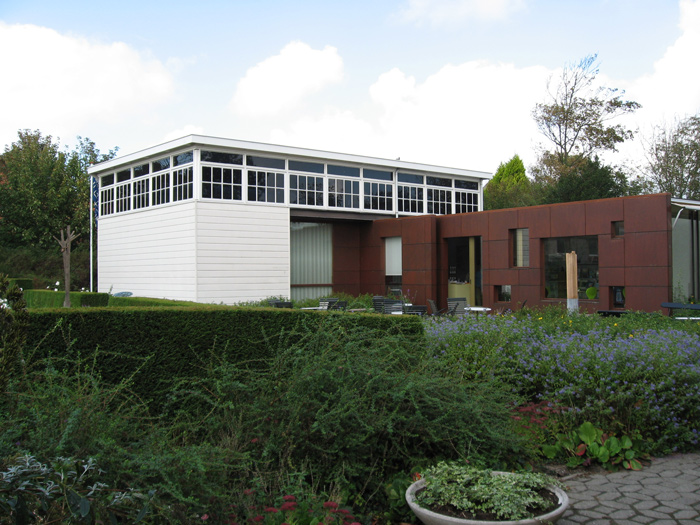
Gebäude des Marie Tak van Poortvliet Museums

Das Marie Tak van Poortvliet Museum ist ein Kunstmuseum im niederländischen Domburg.
Benannt wurde das Museum nach der Kunstsammlerin, Anthroposophin und Landwirtschaftspionierin Marie Tak van Poortvliet. Sie ließ zu Beginn des zwanzigsten Jahrhunderts in Domburg eine Villa bauen und verbrachte dort zusammen mit der Malerin Jacoba van Heemskerck ihre Sommer. Das heutige Museum befindet sich in einem Nachbau eines historischen Ausstellungspavillons. Das Gebäude wurde von Cees Dam entworfen und 1994 gebaut.

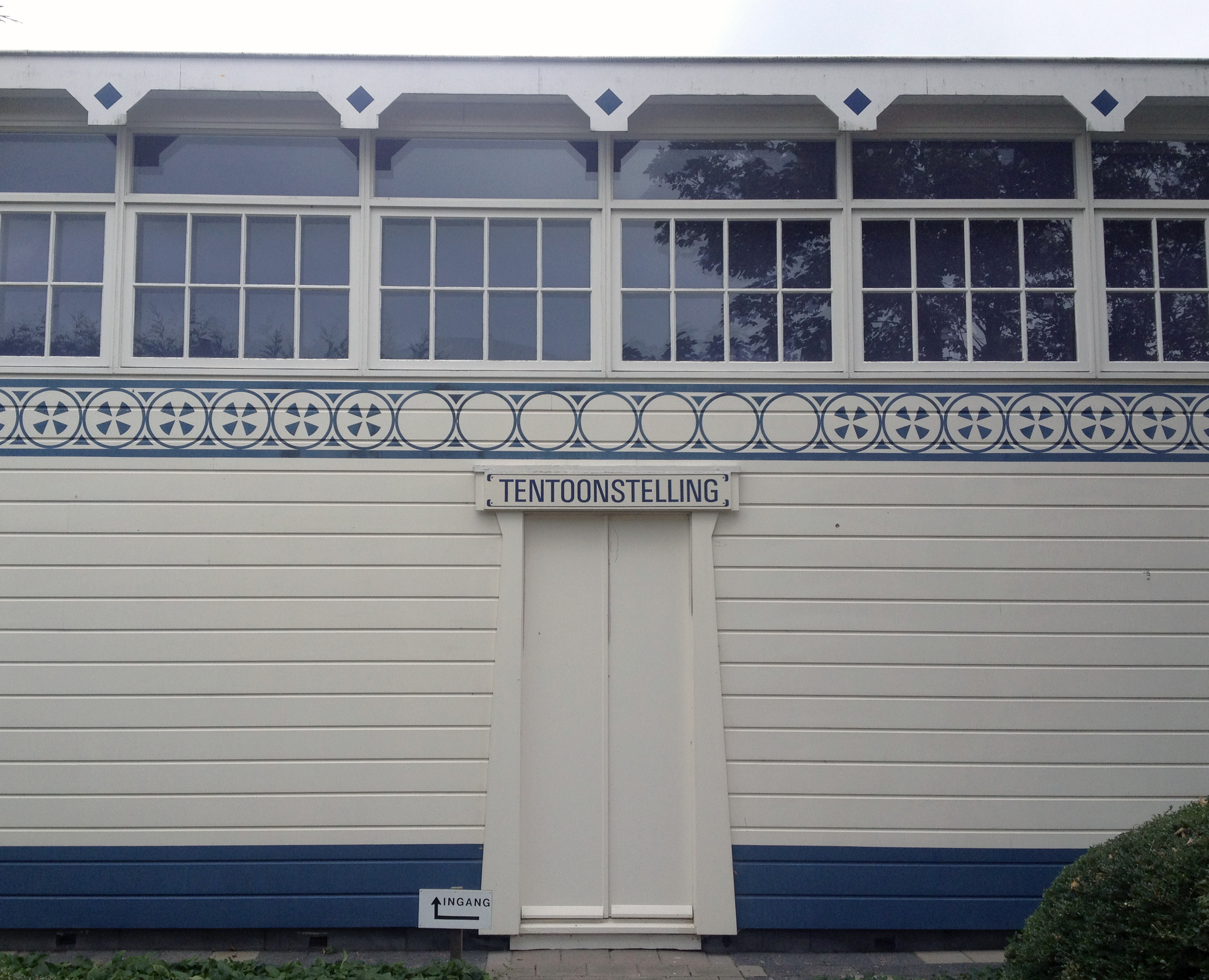
Pavillon-Nachbau des Marie Tak van Poortvliet Museums

Domburg zog mit seiner Natur, dem Lichteinfall an der Küste, den Dünenlandschaften und den alten Wäldern, die den Dorfkern umschließen, viele Künstler, vor allem Maler, an. Zu den Künstlern, die die Künstlerkolonie Domburg um 1900 besuchten, gehörten neben anderen Jan Toorop und Piet Mondriaan. Unter Toorops Initiative wurde 1911 in den Dünen ein einfacher hölzerner Ausstellungspavillon errichtet. Das im Volksmund bald „het Kotje van Toorop“ genannte Gebäude war außen mit schlichten kreisförmigen Ornamenten in blau und weiß gestaltet. Im Jahr 1921 wurde das Ausstellungsgebäude bei schweren Stürmen zerstört.
Im Museum werden wechselnde Ausstellungen rund um die Teilnehmer der alten Ausstellungen gezeigt. Auch werden Ausstellungen mit zeitgenössischen Künstlern, die eine Verbindung mit Zeeland haben, gezeigt.